# Jardines del Palacio de Cristal (Oporto)
Los Jardines del Palacio de Cristal es un parque situado en la antigua freguesia de Massarelos (actualmente Lordelo do Ouro e Massarelos) de la ciudad de Oporto, Portugal, desde el que se observan panorámicas del río Duero y del océano Atlántico.

## Historia
Estos jardines románticos fueron proyectados en la década de 1860 por el paisajista alemán Émile David, para decorar el entonces Palacio de Cristal, sustituido por el Pabellón Rosa Mota en la década de 1950.

## Descripción
En los Jardines del Palacio de Cristal se encuentra el «jardín Emílio David» que posee ejemplares de rododendros, camelias, araucarias, ginkgos y hayas, además de fuentes y estatuas alegóricas a las estaciones del año.
La «avenida de los Tilos» constituye el eje principal de este parque que está flanqueado por la biblioteca municipal «Almeida Garrett» (donde se encuentra la sala de exposiciones), por la «Concha Acústica» y por la «Capilla de Carlos Alberto de Cerdeña» (edificada en 1849 por la princesa de Montléart). Cerca hay un restaurante y una terraza con vistas al lago. En torno a la avenida se encuentran estratégicos miradores que proporcionan vistas panorámicas del río Duero y de la ciudad. 
Hay jardines temáticos, como el «jardín de las Plantas Aromáticas», el «jardín de las Plantas Medicinales», el «jardín de las ciudades hermanadas» (inaugurado en 2009) y el «jardín de los Sentimientos» (inaugurado en 2007), donde se encuentra la estatua Dolor de Teixeira Lopes. Otras zonas destacadas son el «Bosque», la «avenida de los castaños de la India» y el «jardín de la Rosaleda» que cuenta con elementos del patrimonio artístico de la ciudad, salpicados con siete vetustas palmeras de California. Contiguos a los jardines del Palacio de Cristal están el Museo Romántico y el Solar del Vino de Oporto, ambos en la Quinta de la Macieirinha. Muy próxima se encuentra, también, la Quinta Tait, con jardines de rosales, camelias, pendientes de la reina y un Liriodendrum tulipifera que rodea la Casa Tait, donde se encuentra el Gabinete de Numismática.